# 커다랗고 커다랗고 커다란 배
《커다랗고 커다랗고 커다란 배》(Den utrolige historie om den kaempestore paere, The Incredible Story of the Giant pear)는 덴마크에서 제작된 요르겐 레르담 감독의 2017년 애니메이션 영화이다. 이소은 등이 목소리 출연을 맡았다.

## 목소리 출연

### 주연
- 이소은
- 이제인
- 윤세웅
- 이규창